# Riserva naturale orientata Isola di Vulcano
La Riserva naturale orientata Isola di Vulcano è un'area naturale protetta istituita nel 2000 situata nel territorio di Lipari, comune italiano della città metropolitana di Messina, in Sicilia.

## Storia
La riserva è stata istituita con decreto dell'assessorato regionale del territorio e dell'ambiente numero 797/44 del 28 dicembre 2000; è stata sospesa dal TAR di Catania a seguito di un ricorso.

## Territorio
La riserva occupa gran parte della superficie dell'isola di Vulcano, nell'arcipelago delle Eolie. In essa si distinguono vari nuclei vulcanici, tra cui quello che comprende gli antichi e ormai inattivi crateri di monte Aria e monte Saraceno e quello di Fossa del Vulcano, più recente, al cui interno avvengono ancora fenomeni secondari di vulcanesimo.

## Flora
La copertura vegetale dell'isola è caratterizzata da macchia mediterranea e da relitti di bosco di leccio.